# Pitcairnia piepenbringii
Pitcairnia piepenbringii är en gräsväxtart som beskrevs av Werner Rauh och Elvira Angela Gross. Pitcairnia piepenbringii ingår i släktet Pitcairnia och familjen Bromeliaceae. Inga underarter finns listade i Catalogue of Life.

## Bildgalleri

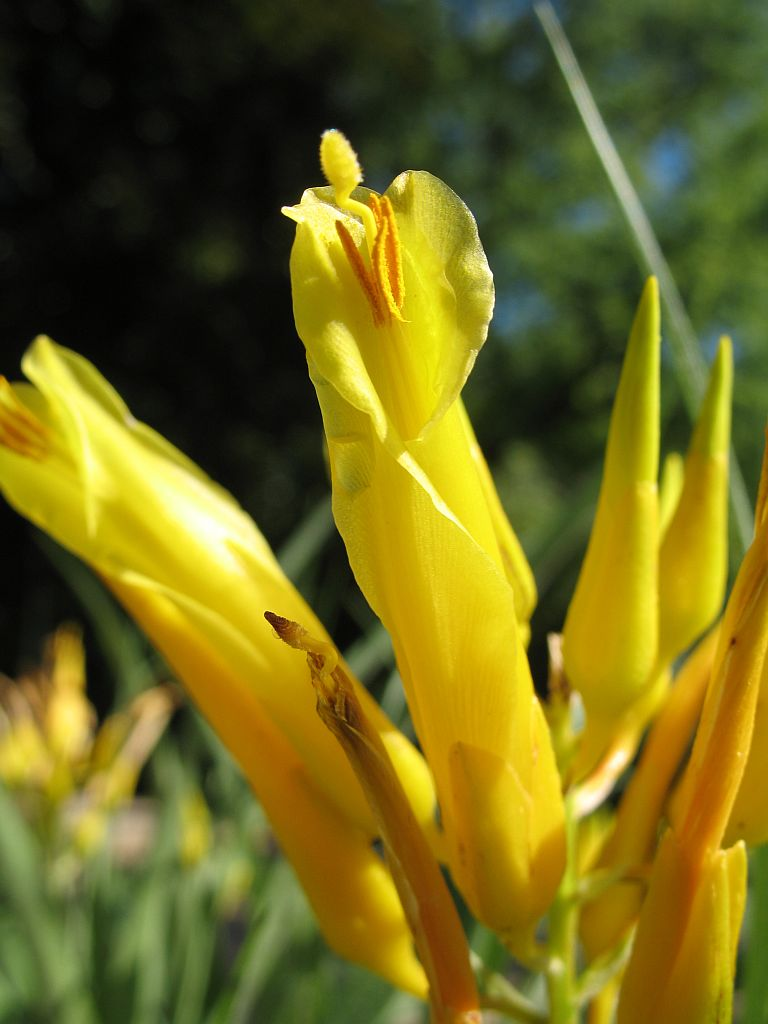
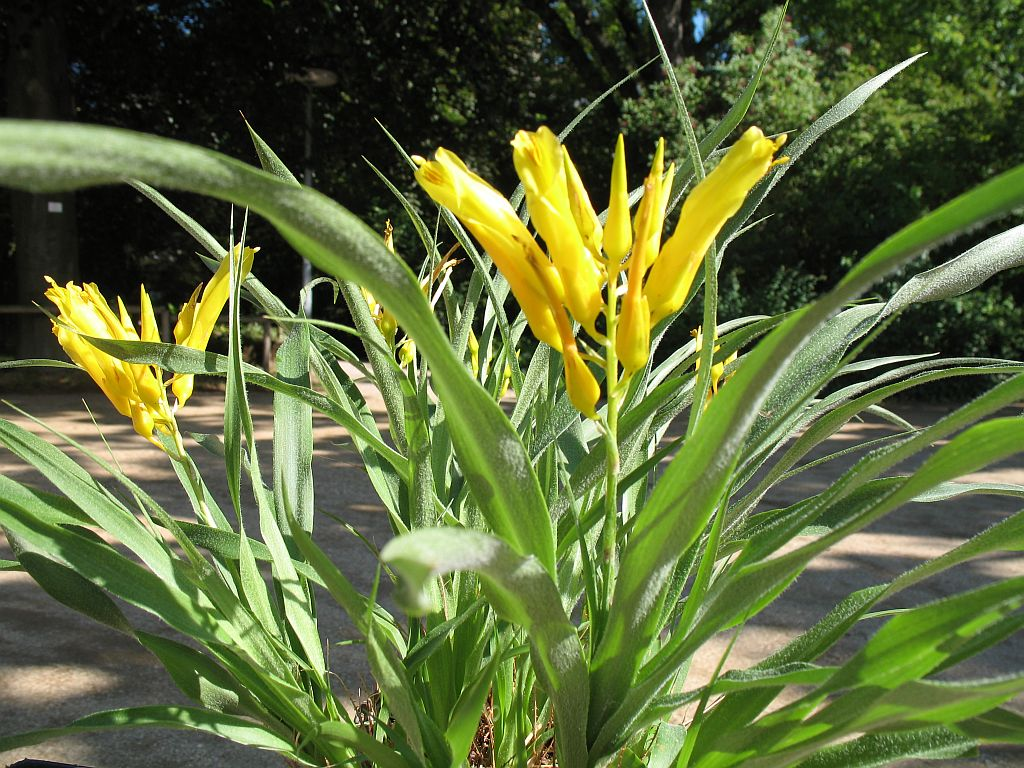
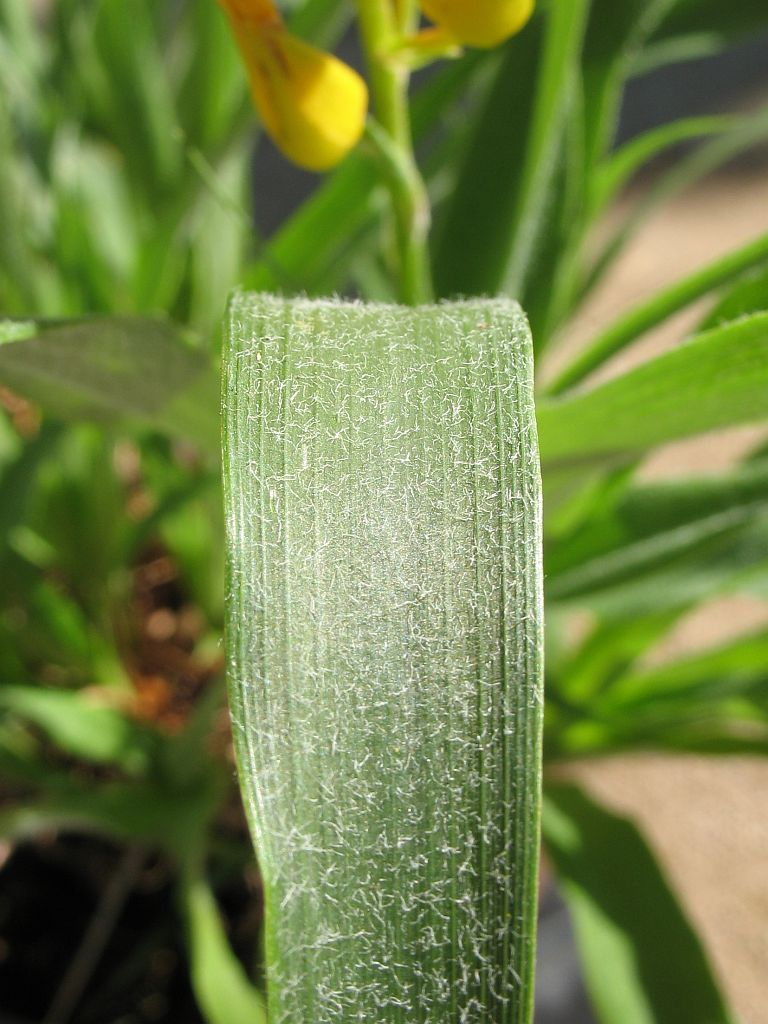
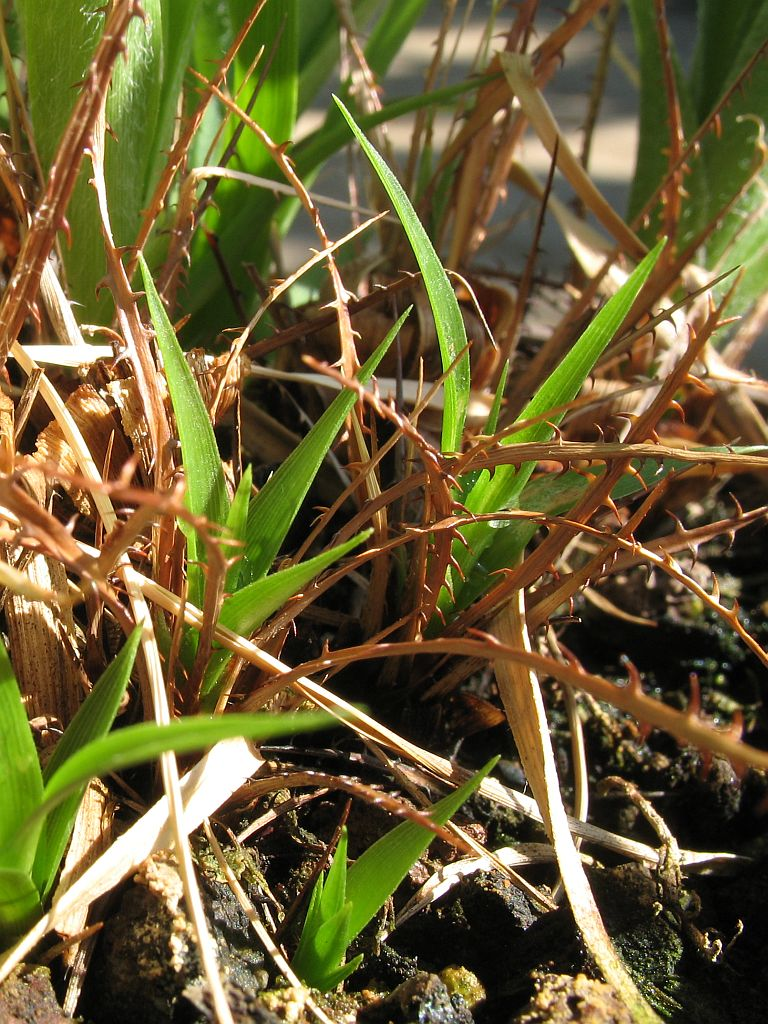